# Andre Agassi
Andre Kirk Agassi (ur. 29 kwietnia 1970 w Las Vegas) – amerykański tenisista pochodzenia irańskiego, ormiańskiego i asyryjskiego, mistrz ośmiu turniejów wielkoszlemowych w grze pojedynczej (Karierowy Wielki Szlem), triumfator Mistrzostw ATP, lider rankingu ATP w grze pojedynczej (przez 101 tygodni), mistrz olimpijski z Atlanty (1996) w grze pojedynczej, trzykrotny zdobywca Pucharu Davisa.
Uznawany za jednego z najwybitniejszych zawodników w historii tenisa. W momencie zakończenia kariery stacja BBC określiła go mianem „prawdopodobnie największej gwiazdy sportu wszech czasów”. W 2011 został włączony do Międzynarodowej Tenisowej Galerii Sławy.

## Rodzina i edukacja
Urodził się 29 kwietnia 1970 w szpitalu Sunrise w Las Vegas, gdzie dorastał. Jest synem Elizabeth (z d. Dudley) i Emanoula Aghasiego. Jego ojciec, który urodził się w Salmas i miał pochodzenie ormiańskie i asyryjskie, był bokserem (m.in. reprezentował Iran na igrzyskach olimpijskich w 1948 i 1952), a po zakończeniu kariery sportowej pracował jako kierownik sali w kasynie MGM Grand. Andre ma troje starszego rodzeństwa: siostry Ritę i Tami oraz brata Philipa. Jest szwagrem Pancho Gonzalesa. Urodził się z zesztywniającym zapaleniem stawów kręgosłupa, przez co od urodzenia ma problem z prawidłowym stawianiem stóp podczas chodzenia.
Zmuszany przez ojca, w wieku czterech lat zaczął amatorskie treningi tenisa, mimo że nie podobał mu się ten sport. Trenował m.in. w Cambridge Racquet Clubie, a w wieku ośmiu lat zaczął startować w lokalnych zawodach juniorskich, które w większości wygrywał. Jako 10-latek zaczął grać również w krajowych turniejach. Jako dziecko uczestniczył w turniejach Alan King Tennis Classic jako asystent podający piłki graczom, a dzięki wpływom ojca w przerwach między meczami rekreacyjnie grywał z uznanymi tenisistami, takimi jak Björn Borg, Jimmy Connors czy Ilie Năstase.
W wieku 13 lat trafił do Akademii Tenisowej Nicka Bollettieriego na Florydzie, gdzie miał zostać przez trzy miesiące, ponieważ rodziny nie stać było na opłacenie czesnego. Bollettieri, będąc pod wrażeniem zdolności nastolatka, pozwolił mu jednak pozostać w akademii bez konieczności wnoszenia opłat. Agassi, będący wówczas w dziewiątej klasie szkoły, zrezygnował z dalszej nauki i całkowicie poświęcił się tenisowi.

## Kariera tenisowa

### Lata 80.
W lutym 1986 wziął udział w turnieju w La Quinta, gdzie w pierwszym meczu pokonał Johna Austina 6:4, 6:1, po czym przegrał z trzecim zawodnikiem świata, Matsem Wilanderem 6:1, 6:1. 29 kwietnia 1986 został profesjonalnym tenisistą. Po przejściu na zawodowstwo podpisał dwuletnią umowę sponsorską z Nike i został finalistą turnieju w Schenectady, w którym przegrał z Rameshem Krishnanem 6:2, 6:3. Następnie dotarł do ćwierćfinału turnieju Volvo International w Stratton Mountain, gdzie pokonał go John McEnroe 6:3, 6:3 oraz zadebiutował w turnieju wielkoszlemowym US Open w Nowym Jorku, na którym przegrał w meczu otwarcia z Jeremym Batesem. W wieku 16 lat został sklasyfikowany w czołowej setce rankingu ATP. W 1987 dotarł do ćwierćfinału Japan Open, wystąpił w finale w Seulu, zadebiutował na Wimbledonie i został półfinalistą turnieju w Stratton Mountain, a pod koniec listopada zdobył swój pierwszy indywidualny tytuł – w finale w Itaparice pokonał Luiza Mattara.
W sezonie 1988 zdobył sześć kolejnych tytułów, które wywalczył na turniejach: Memphis Open, US Men’s Clay Court Championships w Charleston, WCT Tournament of Champions w Forest Hills, Stuttgarci, Volvo International w Stratton Mountain i Livingston Open. Ponadto podczas French Open i US Open odnotował swoje pierwsze wielkoszlemowe półfinały. Po występie we French Open awansował do szóstego miejsca rankingu ATP. Zakwalifikował się do wieńczących sezon Mistrzostw ATP, ale nie przeszedł w nich fazy grupowej. W grudniu jego zarobki na kortach sięgnęły 1 mln dol., co osiągnął po występach w zaledwie 43 turniejach w swojej karierze, co było najszybszym wyczynem w dziejach. Rekord ten utrzymał się przed 17 lat, w 2005 został poprawiony przez Rafaela Nadala. Również w 1988 po raz pierwszy reprezentował Stany Zjednoczone w rozgrywkach o Puchar Davisa, debiutując w półfinałowej konfrontacji z Peruwiańczykami, gdzie wygrał mecz przeciwko Jaimemu Yzadze. Na koniec sezonu był trzecim tenisistą w zestawieniu ATP, po Matsie Wilanderze i Ivanie Lendlu.
W latach 1988–1990 nie występował na Wimbledonie, gdyż nie podobały mu się panujące tam tradycje, a zwłaszcza dominujący biały kolor. Przez pierwsze osiem lat kariery nie grał również w Australian Open.
W 1989 dotarł do finału Italian Open, w którym przegrał z Albertem Mancinim, oraz zwyciężył w turnieju w Orlando po finale z Bradem Gilbertem. Wciąż był nastolatkiem i otwarcie mówiono o nim, jako o przyszłym mistrzu turniejów wielkoszlemowych. W tym sezonie odpadł w trzeciej rundzie French Open, zagrał w półfinale US Open (po raz drugi z rzędu), zakwalifikował się do Mistrzostw ATP, ale przegrał tam wszystkie mecze grupowe. Wystąpił także w kampanii reklamowej producenta aparatów fotograficznych Canon oraz rozpoczął współpracę z Gilem Reyesem, który został jego trenerem siłowym i kondycyjnym.

### Lata 90.
Wiosną 1990 awansował do swojego pierwszego finału Wielkiego Szlema. Dokonał tego na French Open, w którego finale przegrał z Andrésem Gomezem, mimo że był faworytem meczu. W sierpniu zagrał w finale US Open, w półfinale wyeliminował broniącego tytułu Borisa Beckera, a w finale uległ Pete’owi Samprasowi. W listopadzie po raz pierwszy w karierze triumfował w Mistrzostwach ATP. Przegrał pierwszy mecz grupowy, ze Stefanem Edbergiem, któremu jednak zrewanżował się w finale, triumfując 5:7, 7:6, 7:5, 6:2. W grudniu wraz z reprezentacją USA zwyciężył 3:2 z Australijczykami w finale o Puchar Davisa; wygrał mecz z Richardem Frombergiem i skreczował w pojedynku z Darrenem Cahillem.
W sezonie 1991 po raz drugi z rzędu wystąpił w finale French Open, w którym po pięciosetowym pojedynku przegrał z Jimem Courierem. Niedługo później zwrócił na siebie uwagę prasy ogłoszeniem, że zagra w Wimbledonie. Media spekulowały na temat stroju Agassiego, ostatecznie pojawił się w zupełnie białym ubraniu, a zmagania zakończył na ćwierćfinale, pokonany przez Davida Wheatona. Następnie poniósł niespodziewaną porażkę na US Open, gdzie jako ubiegłoroczny wicemistrz przegrał w pierwszej rundzie w trzech setach z Aaronem Kricksteinem. W półfinale Mistrzostw ATP uległ Jimowi Courierowi.
W 1992 ponownie przegrał z Courierem, tym razem w półfinale French Open. W tym samym sezonie odpadł w pierwszej rundzie US Open oraz zdobył pierwsze wielkoszlemowe trofeum, zostając mistrzem Wimbledonu po pięciosetowym finale z Goranem Ivaniševiciem. Po wygranej prasa i komentatorzy sportowi, którzy wcześniej nieprzychylnie nastawieni do tenisisty, zaczęli przychylnie mówić o Agassim i doceniać jego sportowe umiejętności. Również w 1992 Agassi zadebiutował również w turniejach gry podwójnej. Zagrał w ćwierćfinale French Open w parze z Johnem McEnroe (przegrali z Pablem Albano i Cássiem Mottą). Wystąpił także w finałach Canadian Open (z McEnroe) i Hong Kong Open (z Davidem Wheatonem). 17 sierpnia 1992 zajmował najwyższe w karierze, 123. miejsce w deblowym rankingu ATP. W grudniu zdobył z reprezentacją USA swój drugi Puchar Davisa, a w swoim finale pokonał 3:1 Jakoba Hlaska ze Szwajcarii (drugi mecz, z Markiem Rossetem, nie odbył się z powodu wcześniejszego rozstrzygnięcia turnieju).
W 1993 zachorował na zapalenie ścięgien nadgarstka, przez co znacznie ograniczył udział w zawodach. Mimo kontuzji uczestniczył w Wimbledonie, jednak nie obronił tytułu, przegrywając w ćwierćfinale z Pete’em Samprasem. Niedługo później Nick Bollettieri zakończył z nim trwającą 10 lat współpracę. W sierpniu w parze z Petrem Kordą zwyciężył w turnieju deblowym Thriftway ATP Championships, pokonując w finale Stefana Edberga i Henrika Holma. Pod koniec roku przeszedł operację nadgarstka.
W 1994 rozpoczął współpracę z Bradem Gilbertem. Wygrywał kolejne mniejsze turnieje, m.in. pierwsze od czasu operacji zawody w Scottsdale, ponadto zwyciężył w Canadian Open oraz dotarł do finału Miami Open, w którym przegrał z Pete’em Samprasem, ale także m.in. odpadł w pierwszej rundzie Monte Carlo Masters, drugiej rundzie French Open i czwartej rundzie Wimbledonu. W sierpniu 1994 zdobył drugi tytuł wielkoszlemowy w karierze, US Open, w którego finale pokonał Michaela Sticha i został pierwszym nierozstawionym graczem od 1966, który sięgnął po główną premię.
W 1995 po raz pierwszy w karierze wystąpił w Australian Open; zwyciężył, docierając do finału bez utraty seta, a jedynego w turnieju zabrał mu Pete Sampras w meczu finałowym. Był wówczas wiceliderem światowej klasyfikacji ATP, a dzięki regularnego osiąganiu turniejowych finałów już w kwietniu został liderem rankingu i pozostał nim przez 30 tygodni, do listopada 1995. Utrzymał się na szczycie zestawienia mimo gorszych startów, m.in. odpadnięcia w ćwierćfinale French Open i półfinale Wimbledonu. Podczas sezonu letniego odnotował najlepszą serię zwycięstw w swojej karierze (złożoną z 26 wygranych pojedynków), którą przerwał dopiero Pete Sampras w finale US Open. W 1995 wygrał łącznie 63 z 70 rozegranych meczów.  
W 1996 zagrał m.in. w półfinałach w Melbourne i Nowym Jorku, w ćwierćfinale w Indian Wells, poza tym w Monte Carlo odpadł w trzeciej rundzie, w Paryżu – w drugiej rundzie, a w Londynie – w pierwszej rundzie z notowanym na 281. miejscu Dougiem Flachem. W lipcu zdobył tytuł mistrza olimpijskiego w grze pojedynczej w Atlancie, w finałowym spotkaniu pokonując Sergiego Bruguerę. 
W 1997 nastąpił kryzys w jego karierze. Ze względu na pogłębiające się zaburzenia depresyjne, a przy okazji przez odnowioną kontuzję nadgarstka, zrezygnował z udziału w większości turniejów; zagrał tylko 24 spotkania przez cały rok, z czego kilka przegrał już w pierwszej rundzie i doszedł zaledwie do jedynego półfinału w sezonie – na Pacific Coast Championships w San Jose, w którym przegrał z Gregiem Rusedskim. Kilka tygodni po turnieju w Stuttgarcie kontrola antydopingowa wykazała w jego organizmie niedozwoloną metamfetaminę, za co groziło mu zawieszenie w karierze turniejowej. W liście do organizacji ATP wyjaśnił, że substancję przyjął nieświadomie, pijąc napój swojego asystenta, dlatego organizacja zamknęła sprawę. W swojej późniejszej autobiografii wyznał, że okłamał organizatorów, a w tamtym czasie faktycznie przyjmował narkotyki. Zapewnił jednak, że wkrótce po tym zdarzeniu zaprzestał stosowania substancji, a także rozpoczął intensywne treningi, by powrócić do formy. W listopadzie spadł na 141. miejsce w światowym rankingu ATP.

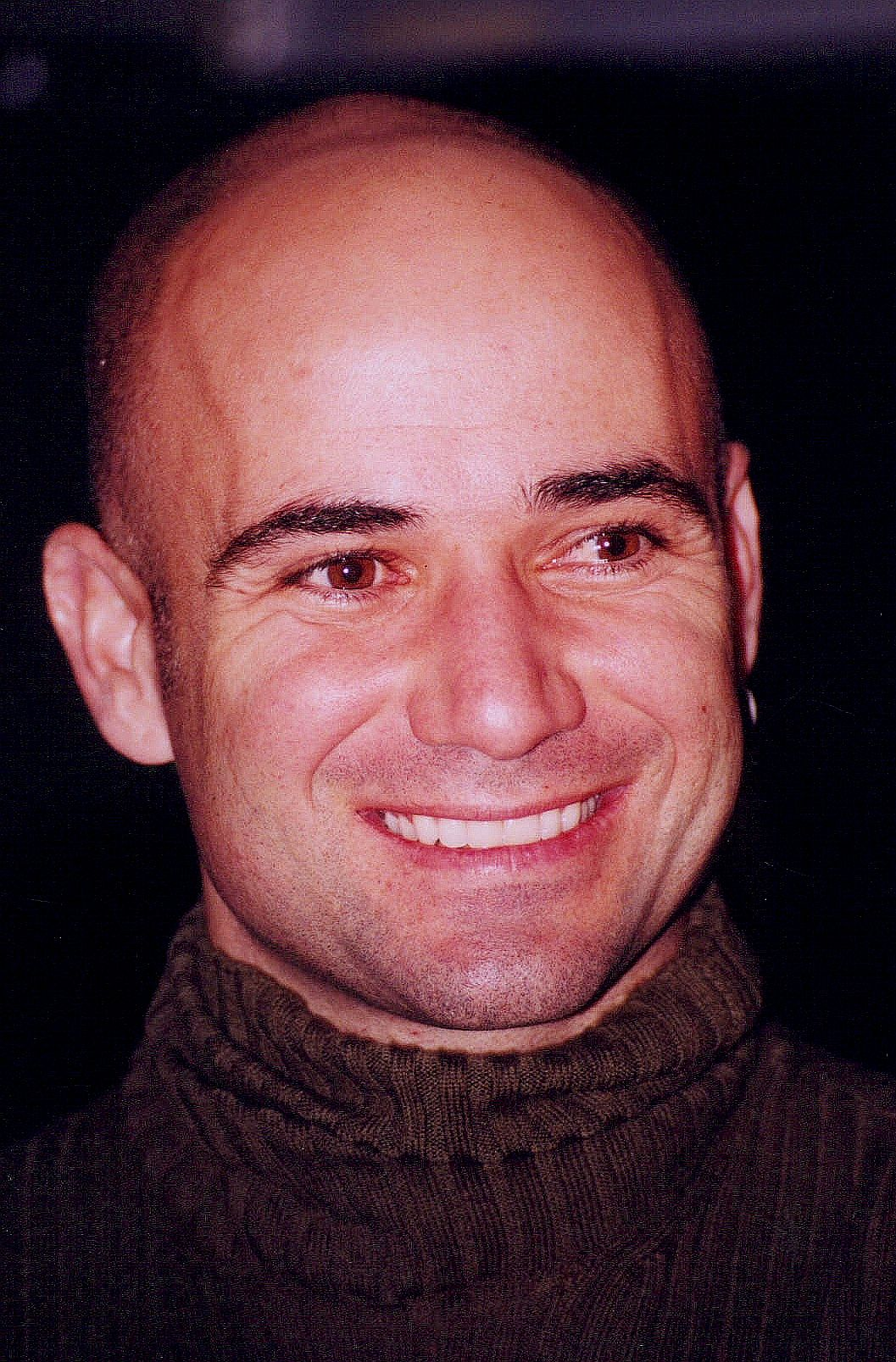
Andre Agassi (1999)

Po zażegnaniu kryzysu poprawił swoje miejsce w rankingu, biorąc udział w challengerach, najmniej prestiżowych turniejach w zawodowym tenisie, za co był wyśmiewany w prasie. Powrócił do zawodów w styczniu 1998, odpadając w czwartej rundzie Australian Open. W lutym pokonał Pete’a Samprasa w finale Sybase Open, w marcu pokonał Jasona Stoltenberga w finale Franklin Templeton Tennis Classic, uległ Marcelowi Ríosowi w finale Miami Open i odpadł w ćwierćfinale turnieju w Indian Wells. Mimo gorszych występów – m.in. odpadł w pierwszej rundzie Monte Carlo Open po meczu z Samprasem, w pierwszej rundzie French Open po pięciosetowej grze z Maratem Safinem, w drugiej rundzie Wimbledonu po meczu z Tommym Haasem i czwartej rundzie US Open po pięciosetowym meczu z Karolem Kučerą – w sezonie letnim zwyciężył 15 meczów z rzędu (m.in. w finale Legg Mason i Mercedes Benz Cup), dzięki czemu rok zakończył na czwartym miejscu w światowym rankingu ATP.
Wiosną 1999 po raz pierwszy w karierze triumfował w wielkoszlemowym French Open, pokonując w finale Andrija Medwediewa, zawodnika zajmującego 100. miejsce w rankingu ATP. Tym samym został piątym mężczyzną w dziejach tenisa, którzy wygrali wszystkie turnieje wielkoszlemowe w swojej karierze. Został też pierwszym mężczyzną w dziejach, który w swojej karierze zdobył tzw. Złoty Szlem, czyli wszystkie cztery tytuły wielkoszlemowe i mistrzostwo olimpijskie. W sezonie 1999 zwyciężył także w finale Legg Mason Tennis Classic (pokonując Kafielnikowa) i US Open (wygrywając z Toddem Martinem), a także doszedł do ćwierćfinału Australian Open, półfinału du Maurier Open (przegrał z Jewgenijem Kafielnikowem) i finału Wimbledonu (uległ Samprasowi). Rok zakończył na pierwszym miejscu światowego rankingu ATP, przerywając sześcioletnią dominację Pete’a Samprasa. Zwycięża również w finale Paris Open, zostając pierwszym w historii zawodnikiem, który w jednym roku wygrał w obu turniejach we Francji. W ATP Finals ustępuje Pete’owi Samprasowi.

### Lata 2000.
Rok 2000 rozpoczął wygraną z Jewgienijem Kafielnikowem w finale Australian Open. Dzięki awansowi do finału turnieju został pierwszym mężczyzną, który od osiągnięcia Roda Lavera w 1969 zagrał we wszystkich czterech finałach wielkoszlemowych z rzędu. W tym samym sezonie nie odbronił tytułu na French Open, przegrywając w drugiej rundzie z Karolem Kučerą, dotarł do półfinału Wimbledonu i odpadł w drugiej rundzie US Open, a wraz z Sarkisem Sarksjanem zagrał w finale deblowym Washington Open, w którym przegrali z Alexem O’Brienem i Jaredem Palmerem. W półfinale Mistrzostw ATP pokonał Marata Safina, a w finale uległ Gustavo Kuertenowi, przez co spadł na drugie miejsce światowego rankingu ATP.
W styczniu 2001 ponownie został mistrzem Australian Open po finale z Arnaudem Clémentem. Został tym samym drugim (po Matsie Wilanderze) trzykrotnym zwycięzcą tego turnieju. Następnie wygrał z Pete’em Samprasem w finale Indian Wells Masters, a w ćwierćfinale US Open przegrał z nim trwający 3 godziny i 33 minuty mecz, w którym podczas 48 rozegranych gemów nie doszło do ani jednego przełamania serwisu. Przegrał także z Sébastienem Grosjeanem w ćwierćfinale French Open i z Patrickiem Rafterem w półfinale Wimbledonu. Sezon zakończył na trzecim miejscu listy ATP, co uczyniło go jedynym mężczyzną, który kończył lata rozgrywkowe w czołowej trójce w trzech różnych dekadach.

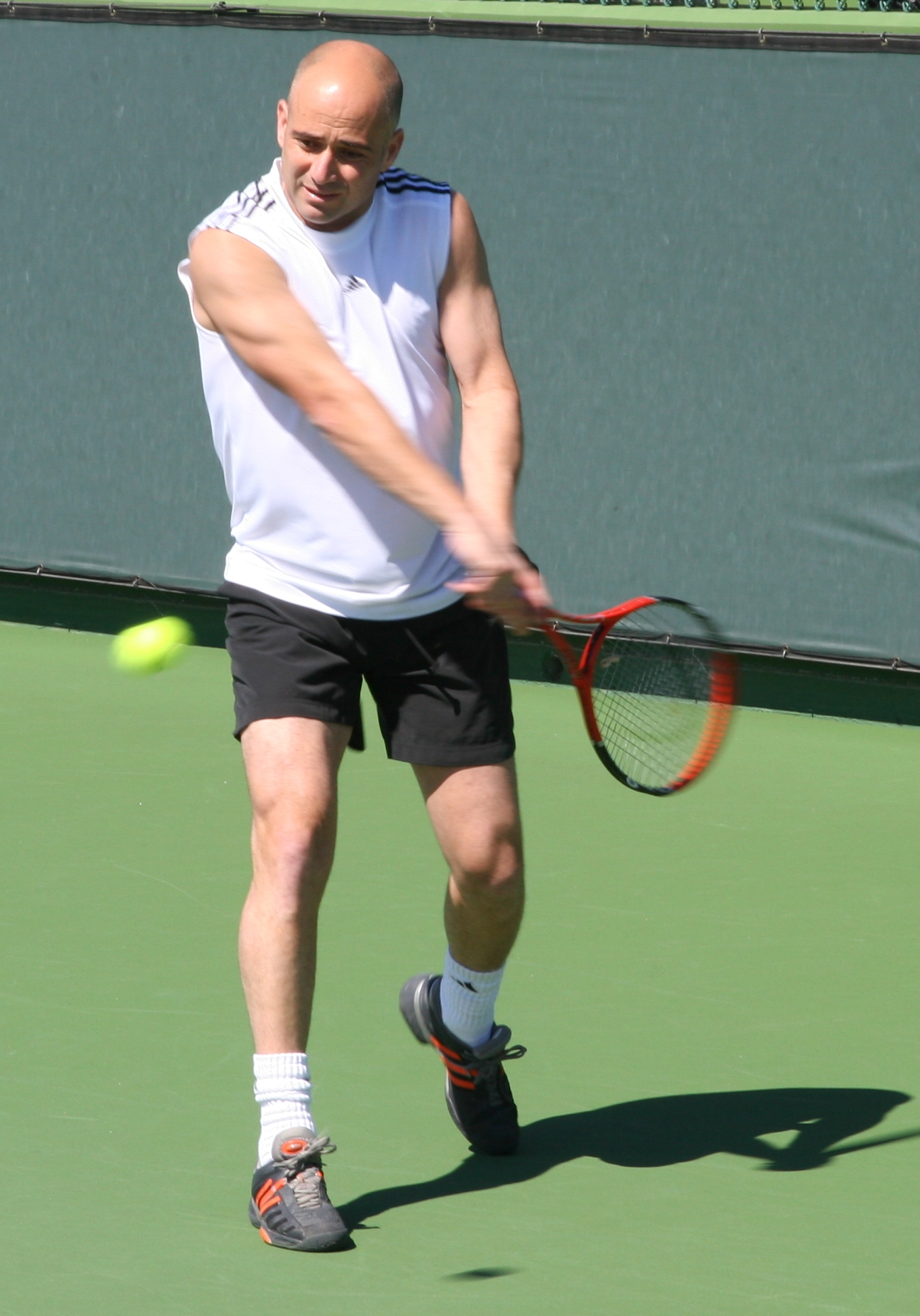
Andre Agassi na Indian Wells Masters (2006)

Na początku 2002 zakończył ośmioletnią współpracę z Bradem Gilbertem, a jego nowym trenerem został Darren Cahill. W tym sezonie wygrał z Rogerem Federerem w finale Miami Open i z Tommym Haasem w finale Italian Open, po czym dotarł do ćwierćfinału French Open (przegrał z Juanem Carlosem Ferrerą), odpadł w drugiej rundzie Wimbledonu (po meczu z Paradornem Srichaphanem, 77. tenisistą w rankingu ATP), wygrał Mercedes-Benz Cup oraz awansował do finału US Open, w którym przegrał czterosetowy mecz z Pete’em Samprasem. Na koniec roku, w wieku 32 lat i 8 miesięcy, został najstarszym w dziejach wiceliderem rankingu ATP.
W 2003 wygrał swój ósmy i zaraz ostatni turniej wielkoszlemowy w ramach Australian Open, pokonując w finale Rainera Schüttlera. Po raz szósty wygrał także w finale Miami Open, pokonując Carlosa Moyę. 28 kwietnia 2003, po dotarciu do finału US Men’s Clay Court Championships, odzyskał pozycję lidera rankingu ATP, zostając w wieku 33 lat i 13 dni najstarszym liderem tej klasyfikacji w historii. Pozycję utrzymał przez dwa tygodnie, gdy po przegranej w ćwierćfinale French Open z Guillermem Corią spadł na drugie miejsce. 10 czerwca podczas Stella Artois Championships zagrał swój 1000. mecz w karierze, pokonał w nim Petera Luczaka. Sześć dni później odzyskał prowadzenie w klasyfikacji ATP i zajmował pierwsze miejsce w rankingu do 7 września (w całej karierze 101 tygodni). Odpadł w czwartej rundzie Wimbledonu po pięciosetowym meczu z Markiem Philippoussim oraz dotarł do półfinału US Open, w którym uległ Juanowi Carlosowi Ferrerze. W styczniu 2004 przegrał półfinał w Melbourne z Maratem Safinem, przerywając rekordową serię 26 zwycięstw w tym turnieju. Odpadł w pierwszej rundzie French Open po przegranej z Jérôme Haehnelem, 271. tenisistą w rankingu ATP i dotarł do ćwierćfinału US Open, w którym przegrał z Rogerem Federerem. Wygrał turniej w Cincinnati jako drugi najstarszy mistrz w historii tej imprezy. Po wygranym meczu pierwszej rundy w Los Angeles z Alexem Bogomolovem Jr. został szóstym graczem w erze open, który zwyciężył 800 profesjonalnych spotkań.
W 2005 przegrał w ćwierćfinale Australian Open z Rogerem Federerem. Następnie dotarł do półfinału Italian Open, w którym przegrał z Guillermo Corią. Swoim udziałem we French Open ustanowił rekord 58 występów w turniejach wielkoszlemowych; odpadł z turnieju w pierwszej rundzie po pięciosetowym meczu z Jarkko Nieminenem. Następnie zwyciężył w finale Mercedes-Benz Cup i dotarł do finału Canadian Open, w którym uległ Rafaelowi Nadalowi. Zagrał w finale US Open, ale przegrał z Rogerem Federerem. Tuż przed Mistrzostwami ATP skręcił nogę w kostce i choć wystąpił w turnieju, ostatecznie się wycofał.
W 2006 zrezygnował z większości turniejów na kortach ziemnych, by zachować siły na Wimbledonu; dotarł do trzeciej rundy turnieju, w której przegrał z Rafaelem Nadalem. Jeszcze przed rozpoczęciem turnieju ogłosił prasie plany zakończenia kariery zawodowej. Jego ostatnim turniejem był US Open, na którym zmagał się z bólem pleców. W drugiej rundzie zaliczył swój ostatni wygrany mecz, pokonując Markosa Pagdatisa 6:4, 6:4, 3:6, 5:7, 7:5, po czym w trzeciej rundzie – rozgrywanej 3 września 2006 – uległ Benjaminowi Beckerowi. Publiczność zgromadzona na korcie Arthura Ashe’a nagrodziła go ośmiominutowymi oklaskami.

## Działalność po zakończeniu kariery sportowej

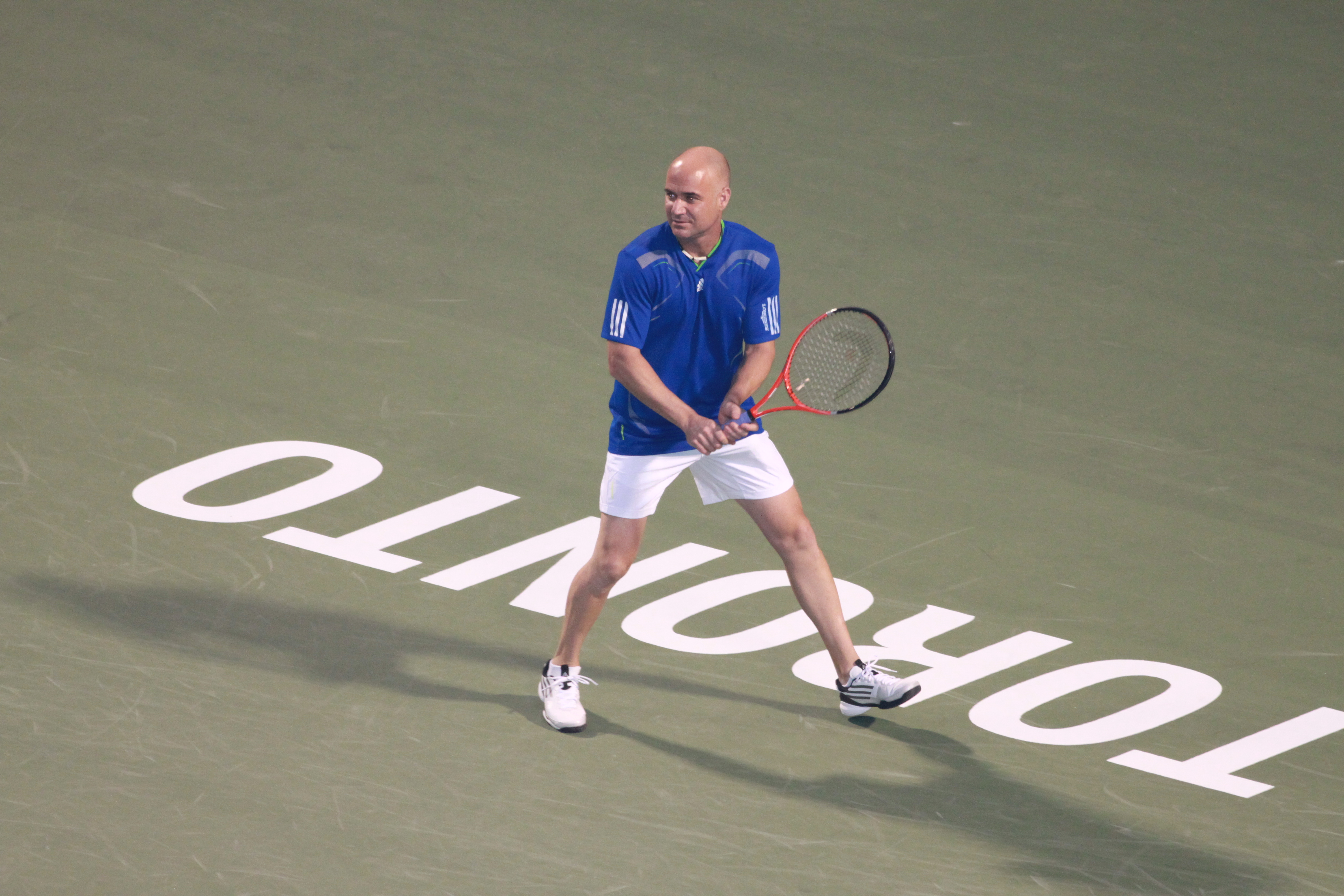
Agassi na Rogers Cup (2011)

Jeszcze w trakcie trwania kariery tenisowej rozpoczął działalność charytatywną. W 1994 założył Fundację im. Andre Agassiego dla Edukacji (ang. Andre Agassi Foundation for Education), której celem jest zwiększenie nakładów finansowych na edukację młodzieży oraz zwiększenie odpowiedzialności szkół publicznych. W ramach działania fundacji otworzył kilkadziesiąt szkół społecznych i obiektów sportowych dla uzdolnionych dzieci. W latach 1995 i 2001 otrzymał nagrodę ATP im. Arthura Ashe’a za działalność humanitarną. Do 2012 ufundował 175 mln dol. na rzecz działań swoich szkół. W 2007 został jednym z założycieli Fundacji Athletes for Hope, która pozwala profesjonalnym sportowcom zaangażować się w działalność charytatywną.
5 września 2007 komentował mecz Andy’ego Roddicka i Rogera Federera podczas US Open.
Występuje w licznych turniejach pokazowych, m.in. w 2009 z okazji oddania do użytku dachu nad centralnym kortem Wimbledonu i w 2010 na rzecz poszkodowanych w trzęsieniu ziemi i tsunami na Haiti.
W listopadzie 2009 wydał autobiografię pt. „Open. An Autobiography”, która dotarła do pierwszego miejsca listy bestsellerów amerykańskiej gazety „The New York Times”. Książka wywołała wiele kontrowersji, głównie dlatego, że Agassi przyznał się w niej do oszustwa podczas afery dopingowej w 1997 i zażywania narkotyków.
Przeznaczył ponad 100 tys. dol. na kandydatów partii demokratycznej w wyborach w Stanach Zjednoczonych, ale podczas wystąpienia w telewizji 1 września 2010 zadeklarował, że ma niezależne poglądy.
Pod koniec 2018 dołączył do sztabu trenerskiego Grigora Dimitrowa.

## Wyniki

### Finały w turniejach ATP World Tour
| Legenda                                      |
| -------------------------------------------- |
| Wielki Szlem                                 |
| Igrzyska olimpijskie                         |
| Tennis Masters Cup / ATP Finals              |
| ATP Masters Series / ATP Tour Masters 1000   |
| ATP International Series Gold / ATP Tour 500 |
| ATP International Series / ATP Tour 250      |

#### Gra pojedyncza (60–30)
| Końcowy wynik | Nr  | Data                 | Turniej           | Nawierzchnia    | Przeciwnik            | Wynik finału                  |
| ------------- | --- | -------------------- | ----------------- | --------------- | --------------------- | ----------------------------- |
| Finalista     | 1.  | 26 kwietnia 1987     | Seul              | Twarda          | Jim Grabb             | 6:1, 4:6, 2:6                 |
| Zwycięzca     | 1.  | 29 listopada 1987    | Itaparica         | Twarda          | Luiz Mattar           | 7:6, 6:2                      |
| Zwycięzca     | 2.  | 21 lutego 1988       | Memphis           | Twarda (hala)   | Mikael Pernfors       | 6:4, 6:4, 7:5                 |
| Zwycięzca     | 3.  | 1 maja 1988          | Charleston        | Ceglana         | Jimmy Arias           | 6:2, 6:2                      |
| Zwycięzca     | 4.  | 8 maja 1988          | Forest Hills      | Ceglana         | Slobodan Živojinović  | 7:5, 7:6, 7:5                 |
| Zwycięzca     | 5.  | 17 lipca 1988        | Stuttgart         | Ceglana         | Andrés Gómez          | 6:4, 6:2                      |
| Zwycięzca     | 6.  | 31 lipca 1988        | Stratton Mountain | Twarda          | Paul Annacone         | 6:2, 6:4                      |
| Zwycięzca     | 7.  | 21 sierpnia 1988     | Livingston        | Twarda          | Jeff Tarango          | 6:2, 6:4                      |
| Finalista     | 2.  | 25 września 1988     | Los Angeles       | Twarda          | Mikael Pernfors       | 2:6, 5:7                      |
| Finalista     | 3.  | 21 maja 1989         | Rzym              | Ceglana         | Alberto Mancini       | 3:6, 6:4, 6:2, 6:7, 1:6       |
| Zwycięzca     | 8.  | 8 października 1989  | Orlando           | Twarda          | Brad Gilbert          | 6:2, 6:1                      |
| Zwycięzca     | 9.  | 11 lutego 1990       | San Francisco     | Dywanowa (hala) | Todd Witsken          | 6:1, 6:3                      |
| Finalista     | 4.  | 11 marca 1990        | Indian Wells      | Twarda          | Stefan Edberg         | 4:6, 7:5, 6:7, 6:7            |
| Zwycięzca     | 10. | 25 marca 1990        | Miami             | Twarda          | Stefan Edberg         | 6:1, 6:4, 0:6, 6:2            |
| Finalista     | 5.  | 10 czerwca 1990      | Paryż             | Ceglana         | Andrés Gómez          | 3:6, 6:2, 4:6, 4:6            |
| Zwycięzca     | 11. | 22 lipca 1990        | Waszyngton        | Twarda          | Jim Grabb             | 6:1, 6:4                      |
| Finalista     | 6.  | 9 września 1990      | Nowy Jork         | Twarda          | Pete Sampras          | 4:6, 3:6, 2:6                 |
| Zwycięzca     | 12. | 18 listopada 1990    | Frankfurt         | Dywanowa (hala) | Stefan Edberg         | 5:7, 7:6, 7:5, 6:2            |
| Zwycięzca     | 13. | 7 kwietnia 1991      | Orlando           | Twarda          | Derrick Rostagno      | 6:2, 1:6, 6:3                 |
| Finalista     | 7.  | 9 czerwca 1991       | Paryż             | Ceglana         | Jim Courier           | 6:3, 4:6, 6:2, 1:6, 4:6       |
| Zwycięzca     | 14. | 21 lipca 1991        | Waszyngton        | Twarda          | Petr Korda            | 6:3, 6:4                      |
| Zwycięzca     | 15. | 3 maja 1992          | Atlanta           | Ceglana         | Pete Sampras          | 7:5, 6:4                      |
| Zwycięzca     | 16. | 5 lipca 1992         | Londyn            | Trawiasta       | Goran Ivanišević      | 6:7(8), 6:4, 6:4, 1:6, 6:4    |
| Zwycięzca     | 17. | 26 lipca 1992        | Toronto           | Twarda          | Ivan Lendl            | 3:6, 6:2, 6:0                 |
| Zwycięzca     | 18. | 7 lutego 1993        | San Francisco     | Twarda (hala)   | Brad Gilbert          | 6:2, 6:7(4), 6:2              |
| Zwycięzca     | 19. | 28 lutego 1993       | Scottsdale        | Twarda          | Marcos Ondruska       | 6:2, 3:6, 6:3                 |
| Zwycięzca     | 20. | 27 lutego 1994       | Scottsdale        | Twarda          | Luiz Mattar           | 6:4, 6:3                      |
| Finalista     | 8.  | 20 marca 1994        | Miami             | Twarda          | Pete Sampras          | 7:5, 3:6, 3:6                 |
| Zwycięzca     | 21. | 31 lipca 1994        | Toronto           | Twarda          | Jason Stoltenberg     | 6:4, 6:4                      |
| Zwycięzca     | 22. | 11 września 1994     | Nowy Jork         | Twarda          | Michael Stich         | 6:1, 7:6(5), 7:5              |
| Zwycięzca     | 23. | 23 października 1994 | Wiedeń            | Dywanowa (hala) | Michael Stich         | 7:6(4), 4:6, 6:2, 6:3         |
| Zwycięzca     | 24. | 6 listopada 1994     | Paryż             | Twarda (hala)   | Marc Rosset           | 6:3, 6:3, 4:6, 7:5            |
| Zwycięzca     | 25. | 29 stycznia 1995     | Melbourne         | Twarda          | Pete Sampras          | 4:6, 6:1, 7:6(6), 6:4         |
| Zwycięzca     | 26. | 12 lutego 1995       | San Jose          | Twarda (hala)   | Michael Chang         | 6:1, 1:6, 6:3                 |
| Finalista     | 9.  | 12 marca 1995        | Indian Wells      | Twarda          | Pete Sampras          | 5:7, 3:6, 5:7                 |
| Zwycięzca     | 27. | 26 marca 1995        | Miami             | Twarda          | Pete Sampras          | 3:6, 6:2, 7:6(3)              |
| Finalista     | 10. | 16 kwietnia 1995     | Tokio             | Twarda          | Jim Courier           | 4:6, 3:6                      |
| Finalista     | 11. | 7 maja 1995          | Atlanta           | Ceglana         | Michael Chang         | 2:6, 7:6(6), 4:6              |
| Zwycięzca     | 28. | 23 lipca 1995        | Waszyngton        | Twarda          | Stefan Edberg         | 6:4, 2:6, 7:5                 |
| Zwycięzca     | 29. | 30 lipca 1995        | Montreal          | Twarda          | Pete Sampras          | 3:6, 6:2, 6:3                 |
| Zwycięzca     | 30. | 13 sierpnia 1995     | Cincinnati        | Twarda          | Michael Chang         | 7:5, 6:2                      |
| Zwycięzca     | 31. | 20 sierpnia 1995     | New Haven         | Twarda          | Richard Krajicek      | 3:6, 7:6(2), 6:3              |
| Finalista     | 12. | 10 września 1995     | Nowy Jork         | Twarda          | Pete Sampras          | 4:6, 3:6, 6:4, 5:7            |
| Finalista     | 13. | 18 lutego 1996       | Sam Jose          | Twarda (hala)   | Pete Sampras          | 2:6, 3:6                      |
| Zwycięzca     | 32. | 31 marca 1996        | Miami             | Twarda          | Goran Ivanišević      | 3:0 krecz                     |
| Zwycięzca     | 33. | 28 lipca 1996        | Atlanta           | Twarda          | Sergi Bruguera        | 6:2, 6:3, 6:1                 |
| Zwycięzca     | 34. | 11 sierpnia 1996     | Cincinnati        | Twarda          | Michael Chang         | 7:6(4), 6:4                   |
| Zwycięzca     | 35. | 15 lutego 1998       | San Jose          | Twarda (hala)   | Pete Sampras          | 6:2, 6:4                      |
| Zwycięzca     | 36. | 8 marca 1998         | Scottsdale        | Twarda          | Jason Stoltenberg     | 6:4, 7:6(3)                   |
| Finalista     | 14. | 29 marca 1998        | Miami             | Twarda          | Marcelo Ríos          | 5:7, 3:6, 4:6                 |
| Finalista     | 15. | 3 maja 1998          | Monachium         | Ceglana         | Thomas Enqvist        | 7:6(4), 6:7(6), 3:6           |
| Zwycięzca     | 37. | 26 lipca 1998        | Waszyngton        | Twarda          | Scott Draper          | 6:2, 6:0                      |
| Zwycięzca     | 38. | 2 sierpnia 1998      | Los Angeles       | Twarda          | Tim Henman            | 6:4, 6:4                      |
| Finalista     | 16. | 23 sierpnia 1998     | Indianapolis      | Twarda          | Àlex Corretja         | 6:2, 2:6, 3:6                 |
| Finalista     | 17. | 4 października 1998  | Monachium         | Twarda (hala)   | Marcelo Ríos          | 4:6, 6:2, 6:7, 7:5, 3:6       |
| Finalista     | 18. | 11 października 1998 | Bazylea           | Twarda (hala)   | Tim Henman            | 4:6, 3:6, 6:3, 4:6            |
| Zwycięzca     | 39. | 25 października 1998 | Ostrawa           | Dywanowa (hala) | Ján Krošlák           | 6:2, 3:6, 6:3                 |
| Zwycięzca     | 40. | 11 kwietnia 1999     | Hongkong          | Twarda          | Boris Becker          | 6:7(4), 6:4, 6:4              |
| Zwycięzca     | 41. | 6 czerwca 1999       | Paryż             | Ceglana         | Andrij Medwediew      | 1:6, 2:6, 6:4, 6:3, 6:4       |
| Finalista     | 19. | 4 lipca 1999         | Londyn            | Trawiasta       | Pete Sampras          | 3:6, 4:6, 5:7                 |
| Finalista     | 20. | 1 sierpnia 1999      | Los Angeles       | Twarda          | Pete Sampras          | 6:7(3), 6:7(1)                |
| Zwycięzca     | 42. | 22 sierpnia 1999     | Waszyngton        | Twarda          | Jewgienij Kafielnikow | 7:6(3), 6:1                   |
| Zwycięzca     | 43. | 12 września 1999     | Nowy Jork         | Twarda          | Todd Martin           | 6:4, 6:7(5), 6:7(2), 6:3, 6:2 |
| Zwycięzca     | 44. | 7 listopada 1999     | Paryż             | Twarda (hala)   | Marat Safin           | 7:6(1), 6:2, 4:6, 6:4         |
| Finalista     | 21. | 28 listopada 1999    | Hanover           | Twarda (hala)   | Pete Sampras          | 1:6, 5:7, 4:6                 |
| Zwycięzca     | 45. | 30 stycznia 2000     | Melbourne         | Twarda          | Jewgienij Kafielnikow | 3:6, 6:3, 6:2, 6:4            |
| Finalista     | 22. | 20 sierpnia 2000     | Waszyngton        | Twarda          | Àlex Corretja         | 2:6, 3:6                      |
| Finalista     | 23. | 3 grudnia 2000       | Lizbona           | Twarda (hala)   | Gustavo Kuerten       | 4:6, 4:6, 4:6                 |
| Zwycięzca     | 46. | 28 stycznia 2001     | Melbourne         | Twarda          | Arnaud Clément        | 6:4, 6:2, 6:2                 |
| Finalista     | 24. | 4 marca 2001         | San Jose          | Twarda (hala)   | Greg Rusedski         | 3:6, 4:6                      |
| Zwycięzca     | 47. | 18 marca 2001        | Indian Wells      | Twarda          | Pete Sampras          | 7:6(5), 7:5, 6:1              |
| Zwycięzca     | 48. | 1 kwietnia 2001      | Miami             | Twarda          | Jan-Michael Gambill   | 7:6(4), 6:0, 6:1              |
| Zwycięzca     | 49. | 29 lipca 2001        | Los Angeles       | Twarda          | Pete Sampras          | 6:4, 6:2                      |
| Finalista     | 25. | 3 marca 2002         | San Jose          | Twarda (hala)   | Lleyton Hewitt        | 6:4, 6:7(6), 6:7(4)           |
| Zwycięzca     | 50. | 10 marca 2002        | Scottsdale        | Twarda          | Juan Balcells         | 6:2, 7:6(2)                   |
| Zwycięzca     | 51. | 31 marca 2002        | Miami             | Twarda          | Roger Federer         | 6:3, 6:3, 3:6, 6:4            |
| Zwycięzca     | 52. | 12 maja 2002         | Rzym              | Ceglana         | Tommy Haas            | 6:3, 6:3, 6:0                 |
| Zwycięzca     | 53. | 28 lipca 2002        | Los Angeles       | Twarda          | Jan-Michael Gambill   | 6:2, 6:4                      |
| Finalista     | 26. | 8 września 2002      | Nowy Jork         | Twarda          | Pete Sampras          | 3:6, 4:6, 7:5, 4:6            |
| Zwycięzca     | 54. | 20 października 2002 | Madryt            | Twarda (hala)   | Jiří Novák            | walkower                      |
| Zwycięzca     | 55. | 26 stycznia 2003     | Melbourne         | Twarda          | Rainer Schüttler      | 6:2, 6:2, 6:1                 |
| Zwycięzca     | 56. | 16 lutego 2003       | San Jose          | Twarda (hala)   | Davide Sanguinetti    | 6:3, 6:1                      |
| Zwycięzca     | 57. | 30 marca 2003        | Miami             | Twarda          | Carlos Moyá           | 6:3, 6:3                      |
| Zwycięzca     | 58. | 27 kwietnia 2003     | Houston           | Ceglana         | Andy Roddick          | 3:6, 6:3, 6:4                 |
| Finalista     | 27. | 16 listopada 2003    | Houston           | Twarda          | Roger Federer         | 3:6, 0:6, 4:6                 |
| Zwycięzca     | 59. | 8 sierpnia 2004      | Cincinnati        | Twarda          | Lleyton Hewitt        | 6:3, 3:6, 6:2                 |
| Finalista     | 28. | 31 października 2004 | Sztokholm         | Twarda (hala)   | Thomas Johansson      | 6:3, 3:6, 6:7(4)              |
| Zwycięzca     | 60. | 31 lipca 2005        | Los Angeles       | Twarda          | Gilles Müller         | 6:4, 7:5                      |
| Finalista     | 29. | 14 sierpnia 2005     | Montreal          | Twarda          | Rafael Nadal          | 3:6, 6:4, 2:6                 |
| Finalista     | 30. | 11 września 2005     | Nowy Jork         | Twarda          | Roger Federer         | 3:6, 6:2, 6:7(1), 1:6         |

#### Gra podwójna (1–3)
| Końcowy wynik | Nr | Data             | Turniej    | Nawierzchnia | Partner         | Przeciwnicy                    | Wynik finału |
| ------------- | -- | ---------------- | ---------- | ------------ | --------------- | ------------------------------ | ------------ |
| Finalista     | 1. | 26 lipca 1992    | Toronto    | Twarda       | John McEnroe    | Patrick Galbraith Danie Visser | 4:6, 4:6     |
| Zwycięzca     | 1. | 15 sierpnia 1993 | Cincinnati | Twarda       | Petr Korda      | Stefan Edberg Henrik Holm      | 7:6, 6:4     |
| Finalista     | 2. | 11 kwietnia 1999 | Hongkong   | Twarda       | David Wheaton   | James Greenhalgh Grant Silcock | walkower     |
| Finalista     | 3. | 20 sierpnia 2000 | Waszyngton | Twarda       | Sarkis Sarksjan | Alex O’Brien Jared Palmer      | 5:7, 1:6     |

### Turnieje Wielkiego Szlema i ATP World Tour Masters 1000 (gra pojedyncza)
| Turniej                     | 1986         | 1987         | 1988         | 1989         | 1990         | 1991         | 1992         | 1993         | 1994         | 1995         | 1996         | 1997         | 1998         | 1999         | 2000         | 2001         | 2002         | 2003         | 2004         | 2005         | 2006         | Wygrane turnieje | Bilans w turnieju |
| Wielki Szlem                | Wielki Szlem | Wielki Szlem | Wielki Szlem | Wielki Szlem | Wielki Szlem | Wielki Szlem | Wielki Szlem | Wielki Szlem | Wielki Szlem | Wielki Szlem | Wielki Szlem | Wielki Szlem | Wielki Szlem | Wielki Szlem | Wielki Szlem | Wielki Szlem | Wielki Szlem | Wielki Szlem | Wielki Szlem | Wielki Szlem | Wielki Szlem | Wielki Szlem     | Wielki Szlem      |
| --------------------------- | ------------ | ------------ | ------------ | ------------ | ------------ | ------------ | ------------ | ------------ | ------------ | ------------ | ------------ | ------------ | ------------ | ------------ | ------------ | ------------ | ------------ | ------------ | ------------ | ------------ | ------------ | ---------------- | ----------------- |
| Australian Open             | –            | –            | –            | –            | –            | –            | –            | –            | –            | W            | SF           | –            | 4R           | 4R           | W            | W            | –            | W            | SF           | QF           | –            | 4 / 9            | 48–5              |
| French Open                 | –            | 2R           | SF           | 3R           | F            | F            | SF           | –            | 2R           | QF           | 2R           | –            | 1R           | W            | 2R           | QF           | QF           | QF           | 1R           | 1R           | –            | 1 / 17           | 51–16             |
| Wimbledon                   | –            | 1R           | –            | –            | –            | QF           | W            | QF           | 4R           | SF           | 1R           | –            | 2R           | F            | SF           | SF           | 2R           | 4R           | –            | –            | 3R           | 1 / 14           | 46–13             |
| US Open                     | 1R           | 1R           | SF           | SF           | F            | 1R           | QF           | 1R           | W            | F            | SF           | 4R           | 4R           | W            | 2R           | QF           | F            | SF           | QF           | F            | 3R           | 2 / 21           | 79–19             |
| Wygrane turnieje            | 0 / 1        | 0 / 3        | 0 / 2        | 0 / 2        | 0 / 2        | 0 / 3        | 1 / 3        | 0 / 2        | 1 / 3        | 1 / 4        | 0 / 4        | 0 / 1        | 0 / 4        | 2 / 4        | 1 / 4        | 1 / 4        | 0 / 3        | 1 / 4        | 0 / 3        | 0 / 3        | 0 / 2        | 8 / 61           | N/A               |
| Bilans spotkań              | 0–1          | 1–3          | 10–2         | 7–2          | 12–2         | 10–3         | 16–2         | 4–2          | 11–2         | 22–3         | 11–4         | 3–1          | 7–4          | 23–2         | 14–3         | 20–3         | 11–3         | 19–3         | 9–3          | 10–3         | 4–2          | N/A              | 224–53            |
| ATP World Tour Finals       |              |              |              |              |              |              |              |              |              |              |              |              |              |              |              |              |              |              |              |              |              |                  |                   |
| ATP World Tour Finals       | –            | –            | RR           | RR           | W            | SF           | –            | –            | SF           | –            | RR           | –            | RR           | F            | F            | RR           | RR           | F            | –            | RR           | –            | 1 / 13           | 22–20             |
| ATP World Tour Masters 1000 |              |              |              |              |              |              |              |              |              |              |              |              |              |              |              |              |              |              |              |              |              |                  |                   |
| Indian Wells                | –            | –            | SF           | QF           | F            | 3R           | 3R           | 2R           | 2R           | F            | QF           | 1R           | QF           | –            | 1R           | W            | 1R           | –            | SF           | QF           | 3R           | 1 / 17           | 37–16             |
| Miami                       | –            | 1R           | 3R           | 1R           | W            | 4R           | 2R           | 4R           | F            | W            | W            | 2R           | F            | 2R           | SF           | W            | W            | W            | 4R           | SF           | –            | 6 / 19           | 61–13             |
| Monte Carlo                 | –            | –            | –            | –            | –            | 2R           | –            | –            | 1R           | –            | 3R           | –            | 2R           | –            | –            | –            | –            | –            | –            | –            | –            | 0 / 4            | 2–4               |
| Rzym                        | –            | 2R           | QF           | F            | –            | 1R           | –            | –            | 2R           | –            | –            | –            | –            | 3R           | 3R           | 1R           | W            | 1R           | –            | SF           | –            | 1 / 11           | 24–10             |
| Hamburg                     | –            | –            | –            | –            | 3R           | –            | 2R           | –            | –            | QF           | –            | –            | –            | –            | –            | 2R           | –            | –            | –            | 1R           | –            | 0 / 5            | 5–5               |
| Montreal/Toronto            | –            | –            | –            | SF           | QF           | 2R           | W            | QF           | W            | W            | –            | –            | SF           | SF           | 1R           | 1R           | –            | QF           | 2R           | F            | –            | 3 / 14           | 38–11             |
| Cincinnati                  | –            | –            | –            | –            | 3R           | 3R           | 3R           | SF           | –            | W            | W            | 1R           | 2R           | SF           | 2R           | 1R           | QF           | –            | W            | –            | –            | 3 / 13           | 31–10             |
| Madryt                      | –            | –            | –            | QF           | 2R           | –            | –            | –            | QF           | 3R           | QF           | 1R           | 3R           | SF           | 3R           | 2R           | W            | –            | SF           | –            | –            | 1 / 11           | 21–10             |
| Paryż                       | –            | –            | –            | –            | –            | –            | 2R           | –            | W            | –            | 2R           | –            | QF           | W            | –            | –            | QF           | –            | –            | –            | –            | 2 / 6            | 14–4              |
| Ranking na koniec sezonu    |              |              |              |              |              |              |              |              |              |              |              |              |              |              |              |              |              |              |              |              |              |                  |                   |
|                             | 91           | 25           | 3            | 7            | 4            | 10           | 9            | 24           | 2            | 2            | 8            | 110          | 6            | 1            | 6            | 3            | 2            | 4            | 8            | 7            | 150          | N/A              | N/A               |

Legenda
     W, wygrał turniej
     F, przegrał w finale
     SF, przegrał w półfinale
     QF, przegrał w ćwierćfinale
     4R, 3R, 2R, 1R przegrał w IV, III, II, I rundzie
     RR, odpadł w fazie grupowej
     –, nie startował w turnieju głównym

## Życie prywatne
W latach 1991–1993 pozostawał w otwartym związku z Wendi Stewart. 19 kwietnia 1997 w Monterey poślubił aktorkę Brooke Shields, jednak już 26 kwietnia 1999 poinformowali prasę o swoim rozstaniu. 22 października 2001 w Las Vegas poślubił niemiecką tenisistkę Steffi Graf, którą poznał w lipcu 1992 po finale Wimbledonu. Mają syna Jadena Gila (ur. 2001) i córkę Jaz Elle (ur. 2003). Mieszkają w Las Vegas, mają też kilka wakacyjnych posiadłości.